# Nisland
Nisland is een plaats (town) in de Amerikaanse staat South Dakota, en valt bestuurlijk gezien onder Butte County.

## Demografie
Bij de volkstelling in 2000 werd het aantal inwoners vastgesteld op 204.
In 2006 is het aantal inwoners door het United States Census Bureau geschat op 210, een stijging van 6 (2,9%).

## Geografie
Volgens het United States Census Bureau beslaat de plaats een oppervlakte van
0,7 km², geheel bestaande uit land. Nisland ligt op ongeveer 870 m boven zeeniveau.

## Plaatsen in de nabije omgeving
De onderstaande figuur toont nabijgelegen plaatsen in een straal van 32 km rond Nisland.